# زره‌‌دار (فیلم ۲۰۲۴)
زره‌دار (انگلیسی: Armored) یک فیلم اکشن، جنایی و دلهره‌آور آمریکایی محصول سال ۲۰۲۴ به کارگردانی جاستین روت با بازی سیلوستر استالونه، جاش ویگینز، جیسون پاتریک و دش میهوک است.

## داستان
یک نگهبان زرهی با پسرش در حال انتقال میلیون‌ها دلار پول بین بانک‌ها هستند که گروهی از دزدان به رهبری روک، کامیون حمل پول را برای تصاحب هماهنگ می‌کنند. پس از یک تعقیب و گریز خشونت‌آمیز ماشین، کامیون زرهی را محاصره می‌کند، جیمز و کیسی خود را بر روی یک پل فرسوده می‌بینند. همان‌طور که کامیون به‌طور نامطمئنی از روی پل معلق می‌شود، در خطر سقوط در زیر آب، و سرنوشت ثروت دزدیده شده در تعادل است. با زمان محدودی قبل از نفوذ روک و مهاجمان، جیمز مهارت‌های خود را به حداکثر می‌رساند تا از جان خود و پسرش محافظت کند.

## تولید
فیلمبرداری در پارلینگتون، میسیسیپی در سپتامبر ۲۰۲۳ انجام شد. از آنجایی که فیلمبرداری در جریان اعتصاب نویسندگان در سال ۲۰۲۳ اتفاق افتاد، به سازندگان فیلم موافقت نامه‌های موقت داده شد که به آنها اجازه ساخت فیلم را می‌داد.